# Freitag der 13. (Franchise)

Logo der Reihe.

Freitag der 13. ist eine US-amerikanische Horrorfilm-Reihe, die auf den Slasher-Film Freitag der 13. von Sean S. Cunningham aus dem Jahr 1980 zurückgeht, und inzwischen zwölf Filme, eine Fernsehserie, diverse Romane, Comics, Videospiele sowie dazugehörige Merchandisingartikel umfasst.
Im Mittelpunkt der Reihe steht die fiktive Figur Jason Voorhees, von der man annimmt, dass sie als Junge im Camp Crystal Lake ertrunken ist, weil die Aufseher nachlässig waren. Jahrzehnte später soll der See „verflucht“ sein und ist Schauplatz einer Reihe von Morden. Jason spielt in allen Filmen eine Rolle, entweder als Mörder oder als Motiv für die Morde. Der Originalfilm, der auf den Erfolg von Halloween – Die Nacht des Grauens aufbauen sollte, wurde von Victor Miller geschrieben und von Sean S. Cunningham produziert und inszeniert. Die Filme haben weltweit über 468 Millionen Dollar an den Kinokassen eingespielt.
Frank Mancuso Jr., ein Produzent der Filme, entwickelte ebenfalls die Fernsehserie Friday the 13th: The Series, nachdem Paramount Pictures den sechsten Teil der Reihe veröffentlicht hatte. Die Serie wurde in Deutschland unter dem Titel Erben des Fluchs veröffentlicht und war weder durch eine Figur noch durch einen Schauplatz mit dem Franchise verbunden, sondern erzählte eine unabhängige Geschichte.
Zunächst befand sich das Franchise im Besitz von Paramount, ehe die Rechte an New Line Cinema verkauft wurden. Hier kehrte auch Sean S. Cunningham als Produzent zurück, um zwei weitere Filme zu betreuen. Zudem entstand in dieser Zeit mit Freddy vs. Jason auch ein Crossover mit der zeitgleichen populären Horrorfilmreihe A Nightmare on Elm Street
Obwohl die Filme bei den Kritikern nicht sehr beliebt waren, gilt Freitag, der 13. als eines der erfolgreichsten Medien-Franchises in Amerika.

## Filme
| Film                                                    | Regie              | Drehbuch                                        | Story                                     | Produzenten                                                |
| ------------------------------------------------------- | ------------------ | ----------------------------------------------- | ----------------------------------------- | ---------------------------------------------------------- |
| Freitag der 13. (1980)                                  | Sean S. Cunningham | Victor Miller                                   | Victor Miller                             | Sean S. Cunningham                                         |
| Freitag der 13. – Jason kehrt zurück (1981)             | Steve Miner        | Ron Kurz                                        | Ron Kurz                                  | Steve Miner                                                |
| Und wieder ist Freitag der 13. (1982)                   | Steve Miner        | Carol Watson & Martin Kitrosser                 | Carol Watson & Martin Kitrosser           | Frank Mancuso Jr.                                          |
| Freitag der 13. – Das letzte Kapitel (1984)             | Joseph Zito        | Barney Cohen                                    | Bruce Hidemi Sakow                        | Frank Mancuso Jr.                                          |
| Freitag der 13. – Ein neuer Anfang (1985)               | Danny Steinmann    | David Cohen, Danny Steinmann & Martin Kitrosser | David Cohen & Martin Kitrosser            | Timothy Silver                                             |
| Freitag der 13. Teil VI – Jason lebt (1986)             | Tom McLoughlin     | Tom McLoughlin                                  | Tom McLoughlin                            | Don Behrns                                                 |
| Freitag der 13. Teil VII – Jason im Blutrausch (1988)   | John Carl Buechler | Daryl Haney & Manuel Fidello                    | Daryl Haney & Manuel Fidello              | Iain Paterson                                              |
| Freitag der 13. Teil VIII – Todesfalle Manhattan (1989) | Rob Hedden         | Rob Hedden                                      | Rob Hedden                                | Randy Cheveldave                                           |
| Jason Goes to Hell – Die Endabrechnung (1993)           | Adam Marcus        | Dean Lorey & Jay Huguely                        | Dean Lorey, Jay Huguely & Adam Marcus     | Debbie Hayn-Cass & Sean S. Cunningham                      |
| Jason X (2001)                                          | James Isaac        | Todd Farmer                                     | Todd Farmer                               | Noel Cunningham                                            |
| Freddy vs. Jason (2003)                                 | Ronny Yu           | Mark Swift & Damian Shannon                     | Mark Swift & Damian Shannon               | Sean S. Cunningham                                         |
| Freitag der 13. (2009)                                  | Marcus Nispel      | Mark Swift & Damian Shannon                     | Mark Swift, Mark Wheaton & Damian Shannon | Brad Fuller, Andrew Form, Michael Bay & Sean S. Cunningham |

In Freitag der 13. verfolgt und ermordet Pamela Voorhees (Betsy Palmer) die Teenager, die Camp Crystal Lake auf die Wiedereröffnung vorbereiten. Sie ist fest entschlossen, dafür zu sorgen, dass das Lager nicht wiedereröffnet wird, nachdem ihr Sohn Jason (Ari Lehman) aufgrund der Fahrlässigkeit zweier Aufseher im See ertrunken ist. Die letzte Überlebende, Alice Hardy (Adrienne King), wehrt Mrs. Voorhees lange genug ab, um sich eine Machete zu schnappen und sie zu enthaupten. In Freitag der 13. – Jason kehrt zurück wird enthüllt, dass Jason lebt und zu einem Mann herangewachsen ist. Nachdem er Alice Hardy getötet hat, kehrt Jason zum Crystal Lake zurück, um ihn vor allen Eindringlingen zu schützen. Fünf Jahre später nach den Ereignissen des ersten Teils kommt eine Gruppe Teenager in Crystal Lake an, um sich zu Camp-Betreuern ausbilden zu lassen, doch Jason tötet einen nach dem anderen. Ginny Field (Amy Steel), die letzte Betreuerin, die Jason zu töten versucht, findet im Wald eine Hütte mit einem Schrein, der um den abgetrennten Kopf von Mrs. Voorhees gebaut ist und sich als Jasons Unterkunft herausstellt. Ginny wehrt sich und rammt Jason eine Machete durch die Schulter. Jason wird zum Sterben zurückgelassen, als Ginny in einem Krankenwagen abtransportiert wird.
Während der Ereignisse von Und wieder ist Freitag der 13. kann Jason (Richard Brooker) die Machete aus seiner Schulter ziehen und macht sich auf den Weg zum Anwesen von Chris Higgins (Dana Kimmell). Chris kehrt mit einigen Teenagern auf das Familienanwesen zurück und Jason tötet jeden, der in die Scheune gelangt, in der er sich versteckt. Jason nimmt einem Opfer eine Hockeymaske ab, um sein Gesicht zu verbergen, und verlässt die Scheune, um den Rest der Gruppe zu töten. Chris tötet Jason scheinbar mit einer Axt an seinem Kopf, doch die Ereignisse der Nacht treiben sie in Hysterie, als die Polizei sie mitnimmt. Freitag der 13. – Das letzte Kapitel setzt dort an, wo der dritte Teil endete: Jason (Ted White) wird von der Polizei gefunden und in die örtliche Leichenhalle gebracht. Bei seiner Ankunft erwacht Jason, tötet den Gerichtsmediziner und eine Krankenschwester, bevor er nach Crystal Lake zurückkehrt. Dort hat eine Gruppe Teenager ein Ferienhaus am Crystal Lake gemietet und wird Opfer von Jasons Amoklauf. Nachdem er die Teenager getötet hat, sucht Jason Trish (Kimberly Beck) und Tommy Jarvis (Corey Feldman) auf, die nebenan wohnen. Während er von Trish abgelenkt wird, wird Jason von Tommy angegriffen und schließlich getötet.
Freitag der 13. – Ein neuer Anfang handelt von einem erwachsenen Tommy Jarvis (John Shepherd), der nach den Ereignissen vom vierten Teil in eine psychiatrische Anstalt eingewiesen wurde und als Kind ständig Angst vor der Rückkehr von Jason (Tom Morga) hatte. Sanitäter Roy Burns (Dick Wieand) nutzt Jasons Rolle, um zum Nachahmer-Mörder im Wohnheim zu werden, in das Tommy gezogen ist. Tommy, Aufseherin Pam (Melanie Kinnaman) und ein kleiner Junge namens Reggie (Shavar Ross) schaffen es, Roy zu besiegen. Schließlich erfahren sie, dass Roy einen Sohn hatte, der von einem der Patienten in der Anstalt ermordet wurde, was Roy dazu veranlasste, Jasons Ebenbild anzunehmen und alle dort zu töten. Freitag der 13. Teil VI – Jason lebt beginnt damit, dass Tommy (Thom Mathews) Jasons Grab besucht, nachdem er aus der Nervenheilanstalt entlassen wurde. Tommy lässt Jason (C. J. Graham) versehentlich wieder auferstehen, wobei ein Stück des Zauns, der den Friedhof umgibt, als Blitzableiter dient. Jason kehrt sofort nach Crystal Lake zurück und tötet die Leute, die im neuen Sommercamp arbeiten. Tommy kettet Jason schließlich an einen Felsbrocken, den er in den See wirft, wo er Jason zurücklässt, der sich jedoch weiterhin als lebendig erweist.
Freitag der 13. Teil VII – Jason im Blutrausch beginnt eine unbestimmte Zeitspanne nach Jason lebt. Jason (Kane Hodder) wird von der telekinetischen Tina Shepard (Lar Park Lincoln) versehentlich wiederbelebt, als diese versucht, ihren Vater zurück ins Leben zu bringen, nachdem Tina ihn als Kind im See ungewollt ertränkte. Jason tötet erneut diejenigen, die Crystal Lake besetzen, und wird nach einem Kampf mit Tina auf den Grund des Sees zurückgebracht. Jason wird in Todesfalle Manhattan durch ein Unterwasser-Stromkabel wieder auferweckt. Er folgt einer Gruppe von Schülern auf ihrer Abschlusskreuzfahrt nach Manhattan, wo er die Schiffsbesatzung und die Mehrheit der Schüler tötet. Als Jason Manhattan erreicht, jagt er Rennie (Jensen Daggett) und Sean (Scott Reeves), die beiden verbleibenden Studenten, in die Kanalisation. Jason schmilzt schließlich dahin, als der Abwasserkanal mit Giftmüll überflutet wird.
In Jason Goes to Hell – Die Endabrechnung wird Jason durch eine ungeklärte Auferstehung vom FBI in Crystal Lake gejagt. Das FBI startet eine Operation, bei der Jason erfolgreich getötet wird. Durch Besessenheit gelingt es Jason jedoch zu überleben, indem er sein schwarzes Herz von einem Wesen zum nächsten weitergibt. Es stellt sich heraus, dass er eine Schwester und eine Nichte hat und dass er sie braucht, um seinen Körper zurückzubekommen. Jason lässt sich wieder auferstehen, aber seine Nichte Jessica Kimble (Kari Keegan) ersticht ihn mit einem mystischen Dolch und er wird in die Hölle gezerrt. Jason X spielt in der Zukunft, als Jason aus unerklärlichen Gründen erneut auferstanden ist. Der Wissenschaftler Rowan LaFontaine (Lexa Doig) beschließt, dass die Kryokonservierung die einzige Möglichkeit ist, ihn aufzuhalten, doch Jason befreit sich und tötet das Armeepersonal, das ihn bewacht, bevor er erneut eingesperrt werden kann. Rowan schafft es, Jason in die Kryokammer zu locken, aber er zerreißt den Tank und erfriert sowohl sich selbst als auch Rowan. Über 400 Jahre später entdeckt ein Team von Studenten, die die Erde studieren, Jasons Körper und bringt ihn in den Weltraum. Nachdem er vom Team aufgetaut wurde, beginnt er damit, jeden an Bord des Raumschiffs zu ermorden. Er wird scheinbar getötet, wird dann aber mithilfe der Nanotechnologie als Cyborg-Version seiner selbst wiederbelebt. Schließlich wird er in den Weltraum geschleudert und von der Atmosphäre der Erde Zwei verbrannt, wobei seine Maske auf den Grund eines Sees fällt.
Der nächste Film der Reihe, Freddy vs. Jason, war ein Crossover mit A Nightmare on Elm Street. Freddy Krueger (Robert Englund) spielt in der heutigen Zeit und lässt Jason (Ken Kirzinger) wieder auferstehen. Er schickt ihn nach Springwood in der Hoffnung, dass er bei den Bewohnern genug Angst schüren wird, dass Freddy stark genug sein wird, um erneut in ihre Träume einzudringen. Jason schafft dies, weigert sich jedoch, mit dem Töten aufzuhören. Sowohl in der Traumwelt als auch am Crystal Lake kommt es zu einer Schlacht. Das Ergebnis bleibt unklar, als Jason aus dem See auftaucht und Freddys abgetrennten Kopf hält, der zwinkert und lacht.
Im Jahr 2009 wurde mit Freitag der 13. eine Neuverfilmung veröffentlicht, die die Kontinuität der Filmreihe wieder aufnahm. In diesem Film tritt der erwachsene Jason (Derek Mears), nachdem er Zeuge der Enthauptung seiner Mutter in jungen Jahren geworden ist, in ihre Fußstapfen und tötet jeden, der nach Crystal Lake kommt. Anschließend entführt Jason eine junge Frau, Whitney Miller (Amanda Righetti), die seiner Mutter in jungen Jahren ähnelt. Sechs Wochen nach ihrem Verschwinden macht sich ihr Bruder Clay Miller (Jared Padalecki) auf die Suche nach ihr. Das Paar kommt wieder zusammen und arbeitet zusammen, um Jason scheinbar zu töten.

## Produktionsgeschichte

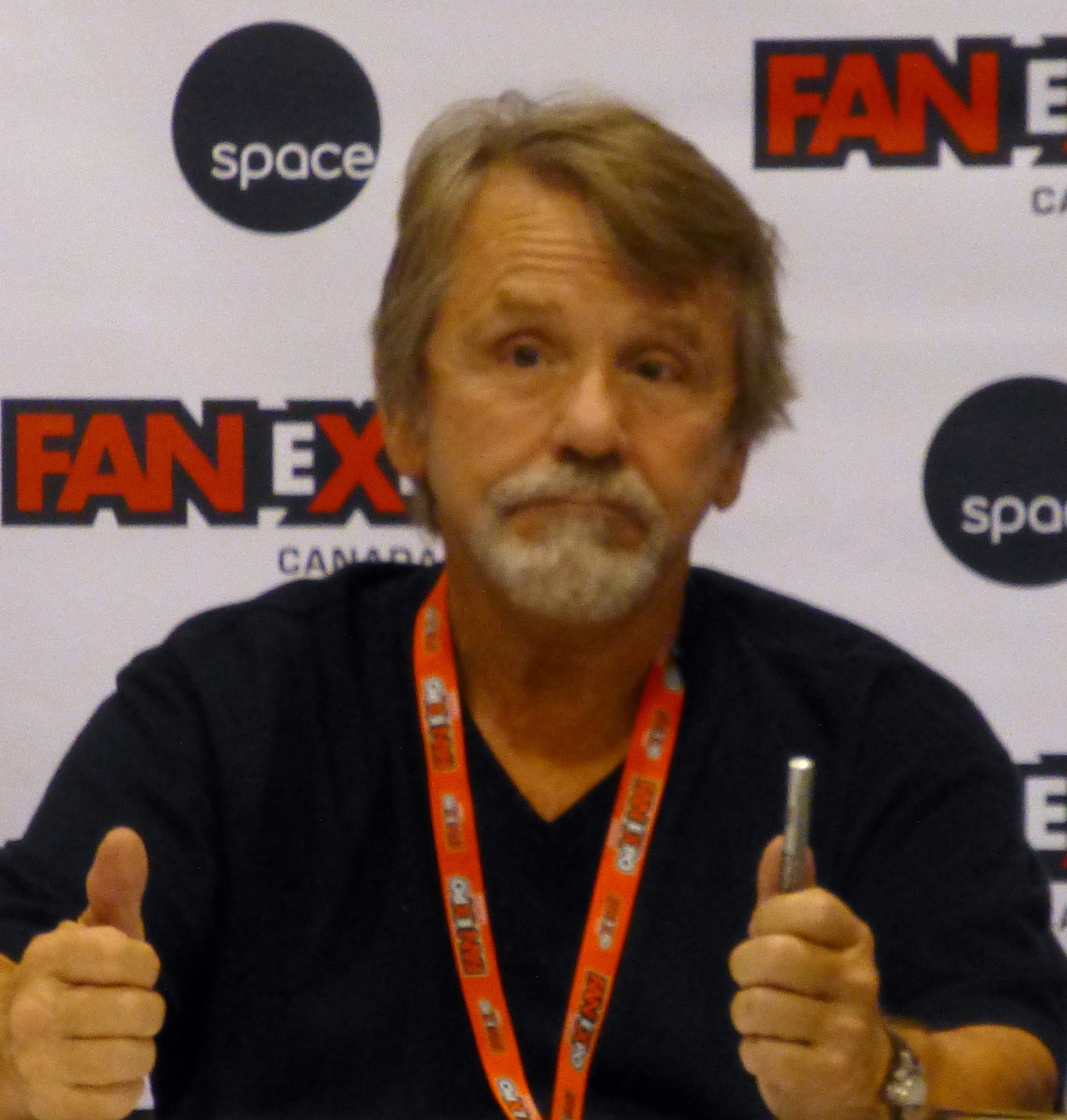
Sean Cunningham (2014), Produzent und Regisseur des ersten Filmes.

Freitag der 13. wurde von Sean S. Cunningham produziert und inszeniert, der zuvor mit dem Filmemacher Wes Craven an Das letzte Haus links zusammengearbeitet hatte. Inspiriert vom Erfolg von John Carpenters Halloween – Die Nacht des Grauens, wollte Cunningham, dass Freitag, der 13. schockierend und visuell atemberaubend ist und „das Publikum von Ihrem Sitz aufspringen lässt“. Cunningham distanzierte sich von The Das letzte Haus links und wollte, dass Freitag, der 13., eher eine „Achterbahnfahrt“ wird. Der erste Film sollte „ein echter Gruselfilm“ sein und gleichzeitig das Publikum zum Lachen bringen. Das Konzept für Freitag, den 13. begann mit nichts anderem als einem Titel. Eine lange Nacht im Camp Blood war der Arbeitstitel, den Victor Miller beim Entwerfen eines Drehbuchs verwendete, aber Cunningham glaubte an den Titel Freitag der 13. und schaltete beeilt eine Anzeige in International Variety. Cunningham beauftragte eine New Yorker Werbeagentur mit der Entwicklung seines visuellen Konzepts für das Freitag-der-13.-Logo, das aus großen Blockbuchstaben bestand, die durch eine Glasscheibe ragten.
Nach dem Erfolg von Freitag, der 13. im Jahr 1980 begann Paramount Pictures mit der Planung einer Fortsetzung und erwarb sofort die weltweiten Vertriebsrechte. Laut Frank Mancuso Sr., Vorstandsvorsitzender und CEO von Paramount Pictures: „Wir wollten, dass es eine Veranstaltung wird, bei der Teenager an diesem Freitagabend in die Kinos strömen, um die neueste Folge zu sehen.“ Erste Ideen für eine Fortsetzung sahen vor, dass der Titel Freitag der 13. für eine Reihe diskontinuierlicher Filme verwendet werden sollte, die einmal im Jahr veröffentlicht werden und von denen jeder ein eigener „Gruselfilm“ sein sollte. Phil Scuderi – zusammen mit Steve Minasian und Bob Barsamian Miteigentümer der Esquire Theatres und Produzent des Originalfilms – bestand darauf, dass in der Fortsetzung Jason Voorhees, Pamelas Sohn, zu sehen sein müsse, obwohl sein Auftritt am Ende des Originalfilms nur gemeint war ein Witz sein. Steve Miner, Associate Producer des ersten Films, glaubte an die Idee und führte schließlich Regie bei den ersten beiden Fortsetzungen, nachdem Cunningham sich entschieden hatte, nicht auf den Regiestuhl zurückzukehren.

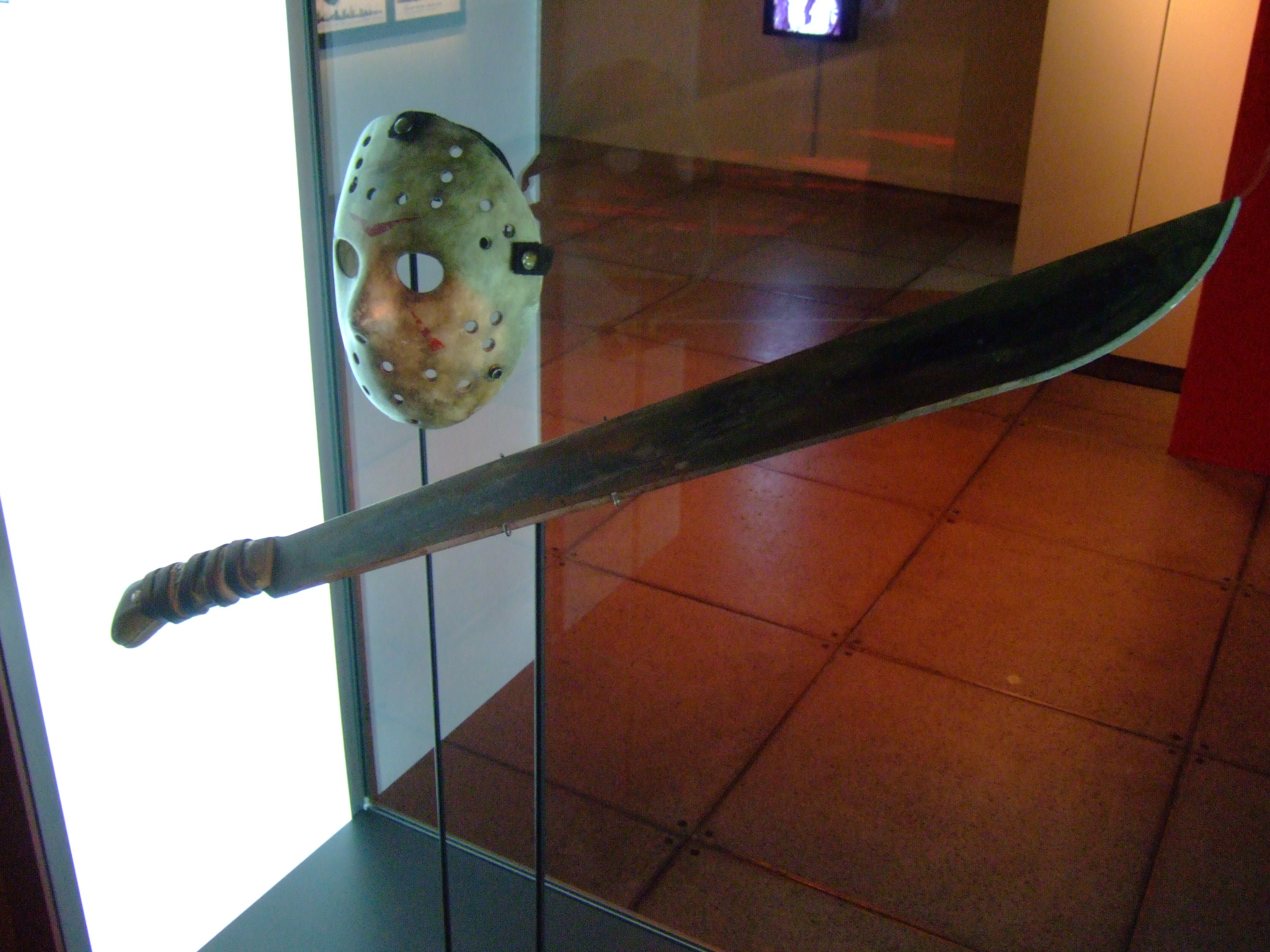
Hockeymaske und Machete von Jason Voorhees im EMP-Museum

Das Studio produzierte im Laufe der Jahre weitere Fortsetzungen, basierend auf dem finanziellen Erfolg, den es im Vergleich zu seinen relativ geringen Budgets erzielte. Da in jedem Film dieselbe Grundidee wiederholt wird, haben die Filmemacher subtile Anpassungen vorgenommen, damit das Publikum zurückkehrt. Zu den Änderungen gehörte das Hinzufügen eines Untertitels – im Gegensatz zu nur einer am Ende angehängten Nummer – wie Das letzte Kapitel (orig. The Final Chapter) und Todesfalle Manhattan (orig. Jason Takes Manhattan) oder die Verfilmung des Films in 3D, wie es Miner beim dritten Teil tat. Der dritte Film war auch die Geburtsstätte eines der bekanntesten Bilder der Popkultur: Jasons Hockeymaske. Der Produzent Frank Mancuso Jr. beschloss schließlich, Jason im vierten Teil endgültig zu töten, nachdem er Probleme hatte, neue Filme zu produzieren, die keine Horrorfilme waren, weil sein Name eine ständige Assoziation mit der Filmreihe Freitag der 13 hervorrief.
Jason blieb nicht lange begraben, denn der Erfolg von Das letzte Kapitel sorgte für einen weiteren Freitag, der 13.-Film. Mancuso Sr. erklärte: „Ganz einfach, das Publikum wollte diese Filme immer noch sehen. Warum also nicht weiter machen, bis sie wirklich aufhörten, mehr zu machen?“ Ein neuer Anfang verlagerte den Schwerpunkt der Geschichte auf den Charakter von Tommy Jarvis und darauf, wie er nach seiner Tortur mit Jason im vierten Teil gegen seine inneren Dämonen, Halluzinationen und Tötungswut kämpft. Zunächst war geplant, aus der Reihe eine Art Whodunit-Reihe zu machen, in der in jedem Teil ein neuer Jason unter der Maske steckte. Nachdem Fans der Reihe den fünften Teil jedoch negativ aufnahmen, wurde diese Idee verworfen und Jason bereits im sechsten Teil von den Toten auferstanden war. Jason lebt versuchte, einen „lustigeren, schnelleren und actionreicheren […] Freitag“ zu schaffen, als es zuvor geschehen war. Der begrenzte finanzielle Erfolg von Jason lebt bot allerdings genügend Anreiz, eine weitere Fortsetzung zu entwickeln, die noch einmal neue Wege einschlug. Die Idee des Drehbuchautors Daryl Haney entstand aus seiner Erkenntnis, dass die Filme immer damit endeten, dass Jason gegen das Final Girl kämpfte. Haney entschied, dass dieses final Girl telekinetische Kräfte haben sollte, was Produzentin Barbara Sachs dazu veranlasste, den Film als Jason vs. Carrie zu bezeichnen.
Für den achten Film wurde geplant, Jason in eine größere Umgebung zu bringen. Er sollte zum ersten Mal den Crystal Lake verlassen. Als Hauptschauplatz wurde New York City ausgewählt, wobei Jason etwa ein Drittel des Films auf einem Schiff verbrachte, bevor er New York erreichte. Im Original erhielt der Film den Untertitel Jason Takes Manhattan. Letztendlich verbrachte die Figur die meiste Zeit auf dem Kreuzfahrtschiff, da Budgetbeschränkungen dazu führten, dass Szenen aus New York gekürzt oder herabgestuft wurden. Vancouver musste den Großteil der New Yorker Szenen ersetzen.
Als Freitag der 13. Teil VIII – Todesfalle Manhattan an den Kinokassen keinen Erfolg hatte, beschloss Sean Cunningham, dass er die Rechte der Reihe von Paramount zurückzuerwerben und mit New Line Cinema an Freddy vs. Jason zu arbeiten, da die Nightmare-Reihe New Line gehörte. Das Konzept eines Kampfes zwischen Freddy Krueger und Jason war nicht neu, da Paramount schon Jahre bevor New Line Cinema die Lizenzrechte für Freitag, den 13. erhalten hatte, wegen der Dreharbeiten zu einem Crossover angesprochen hatte. Zu diesem Zeitpunkt wollten beide Unternehmen die Lizenz für den Charakter des anderen, damit sie die Produktion des Films kontrollieren konnten. Die Verhandlungen über das Projekt wurden nie abgeschlossen, was Paramount dazu veranlasste. Nach der Veröffentlichung von Todesfalle Manhattan im Jahr 1989 fielen die Rechte an Scuderi, Minasian und Barsamianto zurück, die sie an New Line verkauften. Bevor Cunningham mit der Arbeit an Freddy vs. Jason beginnen konnte, kehrte Wes Craven zu New Line zurück, um Freddy’s New Nightmare zu drehen. Dadurch wurde Freddy vs. Jason effektiv auf Eis gelegt, aber Cunningham hatte die Chance, Jason mit Jason Goes to Hell – Die Endabrechnung wieder ins Rampenlicht zu rücken. Der neunte Teil „warf einen satten Gewinn ab“, obwohl er nur dazu gedacht war, die Tür für ein Crossover mit Freddy Krueger zu öffnen. Letztendlich würde die Filmreihe eine weitere Fortsetzung durchlaufen, bevor dies geschehen würde.
Cunninghams Frustration über die verzögerte Entwicklung des Freddy vs. Jason-Projekts zwang ihn, eine weitere Fortsetzung zu schaffen, um das Franchise im Gedächtnis des Publikums zu behalten. Basierend auf dem Konzept von Todesfalle Manhattan, Jason von Crystal Lake wegzubringen, würde der zehnte Film die Titelfigur in den Weltraum versetzen. Der Film litt unter dem Verlust seines größten Unterstützers, Produktionspräsident Michael De Luca, der von seinem Amt zurücktrat. Aufgrund mangelnder Unterstützung musste der fertige Film zwei Jahre lang warten, bevor er schließlich am 26. April 2002 in die Kinos kam, und er wurde an den heimischen Kinokassen der Film mit den niedrigsten Einspielzahlen im Franchise. Außerdem zeichnete sich der Film dadurch aus, dass er das größte Budget aller seiner Vorgängerfilme hatte. Nach mehr als 15 Jahren ununterbrochener Entwicklung und etwa 6 Millionen US-Dollar, die in 18 ungenutzte Drehbücher von mehr als einem Dutzend Drehbuchautoren investiert wurden, produzierte New Line schließlich 2003 ein Freddy-und-Jason-Crossover. Eine der größten Hürden für den Film war Entwicklung einer Geschichte, die es schaffte, die beiden Horror-Ikonen zusammenzubringen. Mögliche Geschichten waren sehr unterschiedlich, von Freddy, der Jason als Kind belästigt und ertränkt hat, bis hin zu einem Kult von Freddy-Anbetern namens „Fred Heads“.
Im Januar 2007 wollten die Platinum Dunes-Produzenten Andrew Form und Brad Fuller einen Neustart von „Friday the 13th“ beginnen. New Line Cinema wandte sich an Fuller und Form, um einen Neustart der Reihe zu entwickeln. Da Paramount allerdings noch bestimmte Urheberrechte am ersten Film besaß, konnte der Neustart nichts vom Original verwenden. Paramount, der in die Entwicklung eines Reboots einbezogen werden wollte, wandte sich an die Produzenten und erteilte ihnen die Lizenz, alles aus den Originalfilmen, einschließlich des Titels, zu verwenden. Mit Paramount an Bord beschlossen Fuller und Form, Elemente aus den frühen Filmen zu verwenden. Fuller sagte: „Ich denke, es gibt Momente, die wir ansprechen wollen, zum Beispiel, wie die Eishockey-Maske entsteht.“ Shannon und Swift, Autoren von „Freddy vs. Jason“, wurden gebeten, das Drehbuch für den neuen Film zu schreiben. Mit Marcus Nispel wurde schließlich auch im November 2007 ein Regisseur gefunden, nachdem dieser bereits zuvor gemeinsam mit Michael Bay und Fuller und Michael Bay’s Texas Chainsaw Massacre, die Neuverfilmung von Blutgericht in Texas auf die Wege brachte.

## Musik
Als Harry Manfredini mit der Arbeit an der Musik für den ersten Film von 1980 begann, wurde die Entscheidung getroffen, die Musik zu spielen, wenn der Mörder anwesend gewesen ist. Man wollte auf diesem Weg das Publikum nicht zu der Annahme verleiten, dass der Mörder in Momenten anwesend war, in denen er nicht sein sollte. Manfredini erklärt, dass der Verzicht auf Musik in bestimmten Szenen bewusst war: „Es gibt eine Szene, in der eines der Mädchen […] den Bogenschießbereich aufbaut […] Einer der Jungs schießt einen Pfeil in die Zielscheibe und verfehlt sie nur knapp. Es ist ein großer Schrecken, aber wenn man aufpasst, gibt es keine Musik. Das war eine Entscheidung.“ Manfredini bemerkte auch, dass die Musik ausfiel, wenn etwas passieren sollte, damit sich das Publikum vermeintlich etwas entspannen konnte, um anschließend mit einem Jump-Scare den Schrecken wirksamer zu machen.
Da Mrs. Voorhees, die Mörderin im ersten Teil, erst im letzten Teil des Films auftaucht, hatte Manfredini die Aufgabe, eine Filmmusik zu erstellen, die den Mörder in ihrer Abwesenheit darstellen sollte. Manfredini ließ sich hier von dem Film Der weiße Hai aus dem Jahr 1975 inspirieren, in dem der Hai die meiste Zeit des Films nicht zu sehen ist. Das von John Williams komponierte Musikstück gab dem Publikum Hinweise darauf, wann der Hai in den Szenen anwesend und unsichtbar war. Beim Hören eines Musikstücks von Krzysztof Penderecki, das einen Refrain mit „auffallenden Aussprachen“ enthielt, wurde Manfredini inspiriert, einen ähnlichen Klang für Freitag, den 13. nachzubilden. Er erfand den Sound „ki ki ki, ma ma ma“, basierend auf der Textzeile „Kill, Mommy!“, die Frau Voorhees im letzten Film wiederholt rezitiert. Das „ki“ kommt von „kill“ und das „ma“ von „mommy“. Um den einzigartigen Klang zu erzielen, den er für den Film wollte, sprach Manfredini die beiden Worte „harsch, deutlich und rhythmisch in ein Mikrofon“ und ließ sie in eine Echo-Nachhall-Maschine laufen. Manfredini stellte die Musik nach ein paar Wochen fertig und nahm sie im Keller eines Freundes auf.
Als Manfredini für die erste Fortsetzung zurückkehrte, fiel es ihm beim Komponieren leichter, da er nur das perfektionieren musste, was er bereits geschaffen hatte. Im Laufe der Fortsetzungen lockerte Manfredini die Philosophie, dass das Thema nur dem Mörder vorbehalten sein sollte. Für den dritten Teil kehrte Manfredini nur zurück, um den ersten und letzten Teil des Filmes zu vertonen, da er mit einer Broadway-Produktion beschäftigt war. Jack Tillar hat Teile der Musik aus den ersten beiden Filmen zusammengesetzt, um die verbleibende Zeit für Teil 3 zu füllen, während Michael Zagar ein Eröffnungs- und Schlussthema komponierte. Manfredini und Zagar trafen sich in dessen Wohnung, wo Zagar das ursprüngliche Eröffnungsthema mit einem Disco-Beat neu vertonte. Manfredini kehrte für Das letzte Kapitel zurück, und obwohl die Musik ähnliche Elemente enthielt, wurde alles für den vierten Teil neu aufgenommen.
Als Manfredini mit der Arbeit für Ein neuer Anfang begann, schuf er ein Thema speziell für die Figur des Tommy Jarvis. Die Idee bestand darin, darauf hinzuweisen, dass „Wahnsinn im Gange“ sei, was seiner Meinung nach dazu beitrug, „mit dem Finger auf verschiedene Charaktere zu zeigen, […] um anzudeuten, dass die Dinge nicht so waren, wie man es erwarten würde“. Für Jason lebt wies Regisseur Tom McLoughlin Manfredini an, eine Partitur zu erstellen, die das Publikum nicht auf das aufmerksam machte, was gerade geschah oder passieren würde. Das Publikum sollte stattdessen selbst die Chance bekommen, die Situation einzuschätzen und dabei oft überrascht werden. McLoughlin übernahm diese Idee aus John Carpenters Film Halloween – Die Nacht des Grauens aus dem Jahr 1978, in dem auf jeden Schockmoment immer Carpenters prägnamtem Soundklang folgte. McLoughlin wollte etwas Subtileres mit einem „gotischen“ Anklang.
 Zudem steuerte Alice Cooper mit He’s Back (The Man Behind the Mask) einen Titelsong bei, in dem der berühmten Soundeffekt „ki-ki-ki ma-ma-ma“ (in seiner beliebten, falsch gehörten Version „ch-ch-ch, ha-ha-ha“) verwendet wurde. Das Lied feiert im übertragenen Sinne die Rückkehr von Jason Voorhees, nachdem dieser im vierten Film getötet wurde und im fünften Teil nur in Rückblenden und Halluzinationen auftauchte.
He’s Back (The Man Behind the Mask) war ein kleiner Erfolg in den Charts und beliebt bei Fans von Coopers späteren Werken und Liebhabern von Slasher-Filmen. Zudem beinhaltet das Musikvideo Clips aus dem sechsten Teil, in die Cooper und die Band integriert wurden. Zudem ist auch C. J. Graham als Jason Voorhees zu sehen, der Jugendliche bei einer Mitternachtsvorführung des Filmes bedroht.
Manfredini komponierte wegen anderer Filmengagements keine Filmmusik zu Jason im Blutrausch und Todesfalle Manhattan. Allerdings wurde seine Musik aus früheren Filmen wiederverwendet. Während Manfredini an Sean Cunninghams Deep Star Six arbeitete, beauftragte Produzent Iain Paterson den Komponisten Fred Mollin, der die Musik zur Fernsehserie Erben des Fluchs besteuerte. Mollin sollte die Musik zu Jason im Blutrausch fertig zu komponieren. Manfredinis Originalmusik füllte nur die Hälfte des Films. Mollin kehrte zurück, um Todesfalle Manhattan vollständig zu vertonen, und arbeitete mit Steve Mizer zusammen, um für den Vorspann einen Originalsong zu schreiben, der an Robert Plant erinnern sollte. Manfredini kehrte für die nächsten beiden Teile erneut zurück, bevor er bei Freddy vs. Jason erneut ersetzt wurde. Der offizielle Grund hierfür war, dass New Line der Reihe eine „neue Richtung“ bringen wollte, aber Manfredini behauptet, dass die Endfassung von Freddy vs. Jason „genau das Gleiche“ war.
Manfredi steuerte erneut die Musik bei, als das Videospiel Friday the 13th: The Game produziert wurde.

## Zensur
Lange Zeit waren der erste Teil und Jason Goes to Hell – Die Endabrechnung die einzigen Filme der Reihe, die bei ihrer Veröffentlichung auf der ungeschnittenen Unrated-Fassung basierten. Bis heute existieren vom zweiten bis achten Teil sowie zu Jason X offiziell keine ungekürzten Fassungen im Verkauf. Allerdings gibt es diverse Bootlegs, auf denen die geschnittenen Szenen in schlechter Qualität vom Original-Workprint zu den Original-R-rated-Fassungen hinzugefügt wurden.
In den USA war zudem lange Zeit lediglich die um ungefähr zehn Sekunden verkürzte R-rated-Fassung des ersten Teils im Umlauf. Dies hat sich mit der Wiederveröffentlichung der DVD und Blu-ray des Films am 3. Februar 2009 zum Start des Remakes geändert. Erstmals erschien in den Vereinigten Staaten somit die komplett ungeschnittene Version des Films, welche im Gegensatz bereits lange Zeit bereits in Deutschland veröffentlicht wurde.

### Veröffentlichung in Deutschland
In Deutschland erhielten fast alle Teile der Reihe keine Freigabe und stießen bei der FSK auf Ablehnung. Lediglich der 2003 erschienene Freddy vs. Jason und das Remake des ersten Teils erhielten von der FSK keine Jugendfreigabe, so dass sie nicht indiziert werden konnten. Alle anderen Teile erhielten lediglich eine SPIO/JK-Freigabe und waren bis Spätsommer 2009 in Deutschland in den jeweiligen ungeschnittenen Fassungen indiziert.
Im August 2009 wurde Freitag der 13. – Jason kehrt zurück schließlich vom Index genommen und erneut einer Prüfung der FSK unterzogen. Erstmals in der Geschichte des Franchises erhielt dabei ein Film in ungekürzter Fassung eine Freigabe ab 16 Jahren. Nachdem im September und Oktober des gleichen Jahres ebenfalls der fünfte bis achte Teil vom Index genommen wurden, wurden auch diese Teile einer Neuprüfung unterzogen und erhielten ebenfalls allesamt Freigaben ab 16, bzw. im Fall von Teil 6 und Teil 7 keine Jugendfreigabe, was eine Freigabe ab 18 Jahren bedeutet.
Darüber hinaus waren der dritte Teil in ungekürzter Fassung bis Juni 2016 bundesweit beschlagnahmt, Freitag der 13. – Das letzte Kapitel war sogar bis 2017 noch indiziert. Im Anschluss erhielt der dritte Teil eine Altersfreigabe ab 16 Jahren. Während der vierte Teil der Reihe eine Altersfreigabe ab 18 Jahren erhielt.
Inzwischen sind somit alle Teile der Reihe auch in Deutschland in ungekürzter Version erhältlich.

## Fernsehserien

### Erben des Fluchs

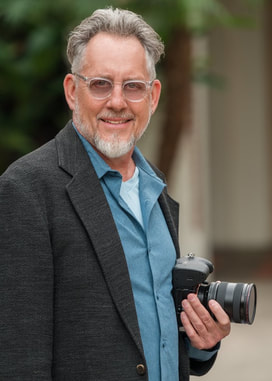
John D. LeMay (2023), Hauptdarsteller in Erben des Fluchs.

Am 28. September 1987 begann Paramount mit der Ausstrahlung von Friday the 13th: The Series, einer Fernsehserie, die sich auf die Versuche zweier Cousins konzentriert, verfluchte Antiquitäten wiederzugewinnen, die in einem Geschäft verkauft wurden, das sie von ihrem Onkel geerbt hatten. In der Show waren John D. LeMay als Ryan Dallion und Louise Robey als Michelle Foster zu sehen. Die Serie wurde von Frank Mancuso Jr. und Larry B. Williams ursprünglich unter dem Titel The 13th Hour produziert und umfasste 72 Episoden. Mancuso Jr. hatte nie vor, die Fernsehsendung direkt mit der Filmreihe zu verknüpfen, aber er nutzte „die Idee von Freitag, dem 13., der darin besteht, dass er Pech und Flüche symbolisiert“. Die Macher wollten Jasons typische Eishockeymaske in die Serie integrieren, aber die Idee wurde verworfen, damit die Serie eine Chance auf Eigenständigkeit haben konnte. Mancuso Jr. befürchtete, dass die Erwähnung von Ereignissen aus den Filmen das Publikum von „der neuen Welt, die wir zu erschaffen versuchten“ ablenken würde. Die Entscheidung, die Sendung Freitag, the 13th zu nennen, anstelle des Originaltitels, wurde getroffen, weil Mancuso Jr. der Meinung war, dass der Titel besser dazu beitragen würde, die Sendung an Sender zu verkaufen. Die Dreharbeiten fanden in Toronto, Ontario, Kanada statt.
Freitag, der 13.: The Series wurde zunächst in einem Late-Night-Spot als Erstausstrahlung ausgestrahlt; Der Erfolg der Serie als Late-Night-Show veranlasste einige Sender, sie in die Hauptsendezeit zu verlegen. Die erste Staffel wurde mit einem geschätzten Budget von weniger als 500.000 US-Dollar pro Folge produziert und belegte in der Gruppe der männlichen 18- bis 49-Jährigen den zweiten Platz, direkt hinter Paramounts Star Trek: The Next Generation. Darüber hinaus belegte die erste Staffel den fünften Platz in der weiblichen Altersgruppe der 18- bis 49-Jährigen.
In Deutschland wurde die Serie am 18. Januar 1990 in Sat.1 unter dem Titel Erben des Fluchs erstmals ausgestrahlt.

### Friday the 13th
Im September 2003 sprach Sean S. Cunningham während einer Podiumsdiskussion auf dem Maniafest-Kongress über die Möglichkeit, Freitag, der 13., erneut ins Fernsehen zu bringen. Hierbei sollte sich die Serie auf eine Gruppe von Teenagern konzentrieren, die in der Gegend von Crystal Lake leben. Im Oktober 2005 diskutierte Cunningham erneut über die mögliche Serie. Er erklärte, dass die Idee darin bestehe, die Serie Crystal Lake Chronicles zu nennen und sie „in einer Stadt mit all dieser Jason-Geschichte anzusiedeln“. Die Serie würde sich mehr auf Coming-of-Age-Themen konzentrieren, ähnlich wie Buffy – Im Bann der Dämonen, Dawson’s Creek und Smallville, wobei Jason eher eine wiederkehrende „Hintergrund“-Figur sein sollte.
Im April 2014 planten Emmett/Furla/Oasis Films und Crystal Lake Entertainment die Produktion einer einstündigen Fernsehserie Friday the 13th. Die Serie sollte sich auf eine Gruppe von Charakteren in Crystal Lake konzentrieren, die sich mit der Rückkehr von Jason Voorhees auseinandersetzen und neue Informationen über ihn und seine Familie entdecken müssen. Die Serie wurde ab August 2015 von The CW entwickelt. Steve Mitchell und Craig Van Sickle wurden als Autoren an Bord geholt, während Sean S. Cunningham, Randall Emmett, George Furla und Mark Canton die ausführenden Produzenten sein sollten. Doch ein Jahr später beschloss der Sender, die Serie nicht weiterzuentwickeln.

### Crystal Lake
Am 31. Oktober 2022 wurde eine Prequel-Serie mit dem Titel Crystal Lake angekündigt. Das Drehbuch und die ausführenden Produzenten übernehmen Bryan Fuller und Victor Miller sowie die ausführenden Produzenten Marc Toberoff und Rob Barsamian. A24 wird als Produktionsstudio hinter der Serie fungieren, die auf Peacock veröffentlicht werden soll. Im Januar 2023 wurde Adrienne King für eine wiederkehrende, unbekannte Rolle besetzt. Zuvor verkörperte sie Alice Hardy im Originalfilm von 1980. In der gleichen Meldung wurde bekannt, dass Kevin Williamson für eine Episode das Drehbuch schreiben wird.
Im März 2025 wurde bekannt, dass Linda Cardellini die Rolle von Pamela Voorhees übernehmen wird.

## Besonderheiten
Jasons Eishockey-Maske taucht auch in verschiedenen Filmen auf, u. a. bei Bad Reputation (2005) sowie in diversen Computerspielen wie z. B. Fallout 3. Auf dem Cover der 1986 erschienenen Maxisingle He’s Back (The Man Behind the Mask) von Alice Cooper hält dieser Jasons Maske zur Hälfte vor sein Gesicht. Das Lied war Bestandteil des Soundtrack-Albums zu Freitag der 13. Teil VI – Jason lebt und Titellied des Films.

## Darsteller
| Charakter       | Freitag der 13. (1980) | Freitag der 13. – Teil 2         | Freitag der 13. – Teil 3 | Freitag der 13. – Teil 4 | Freitag der 13. – Teil 5   | Freitag der 13. – Teil 6 | Freitag der 13. – Teil 7 | Freitag der 13. – Teil 8 | Jason Goes to Hell | Jason X     | Freddy vs. Jason | Freitag der 13. (2009) |  |
| --------------- | ---------------------- | -------------------------------- | ------------------------ | ------------------------ | -------------------------- | ------------------------ | ------------------------ | ------------------------ | ------------------ | ----------- | ---------------- | ---------------------- |  |
| Jason Voorhees  | Ari Lehman             | Warrington Gillette & Steve Dash | Richard Brooker          | Ted White                | Tom Morga                  | C. J. Graham             | Kane Hodder              | Kane Hodder              | Kane Hodder        | Kane Hodder | Ken Kirzinger    | Derek Mears            |  |
| Pamela Voorhees | Betsy Palmer           | Betsy Palmer                     | Marilyn Poucher          |                          |                            |                          |                          |                          |                    |             | Paula Shaw       | Nana Visitor           |  |
| Alice           | Adrienne King          | Adrienne King                    |                          |                          |                            |                          |                          |                          |                    |             |                  |                        |  |
| Crazy Ralph     | Walt Gorney            | Walt Gorney                      |                          |                          |                            |                          |                          |                          |                    |             |                  |                        |  |
| Tommy Jarvis    |                        |                                  |                          | Corey Feldman            | Corey FeldmanJohn Shepherd | Thom Mathews             |                          |                          |                    |             |                  |                        |  |
| Freddy Krueger  |                        |                                  |                          |                          |                            |                          |                          |                          | Kane Hodder        |             | Robert Englund   |                        |  |

## Videospiele
Im Mai 1986 veröffentlichte Domark mit Friday the 13th: The Computer Game das erste Videospiel des Franchise’ für Amstrad CPC, Commodore 64 und ZX Spectrum. In dem Spiel musste man zehn Freunde vor Jason retten. Das Spiel wurde am 28. Februar 1987 in Deutschland indiziert.
Drei Jahre später erschien ein gleichnamiges von Atlus entwickeltes Spiel für das Nintendo Entertainment System über LJN. Bei dem Spiel, das von den gleichen Entwicklern wie das NES-Spiel zu Rambo II – Der Auftrag erstellt wurde, ist man Campaufsicht am Crystal Lake und muss die Teenager vor Zombies, Wölfen und Fledermäusen beschützen. Als Endgegner sind Pamela Voorhees und natürlich Jason selbst vertreten. Ein weiteres Spiel erschien 2006 als Handyspiel.

### Friday the 13th: The Game
Electronic Gaming Monthly gab im Januar 2015 bekannt, dass ein neues, plattformübergreifendes Spiel in der Entwicklung sei. Dieses Spiel trug ursprünglich mit dem Titel Slasher Vol. 1: Summer Camp. Es wurde ursprünglich von IllFonic entwickelt wurde, ehe Gun Media bei der Entwicklung beitratet und das Spiel anschließend auch vertreiben wollte. Das Spiel wurde über BackerKit und Kickstarter gefördert, wobei BackerKit 271.439,20 US-Dollar von 16.109 Unterstützern und Kickstarter 823.704,20 US-Dollar von 12.128 Unterstützern sammelte, was insgesamt 1.095.143,40 US-Dollar von insgesamt 28.237 Unterstützern einbrachte, mit einem bestätigten Titel von Friday the 13th: The Game. Im Januar wurde auf der PAX South 2016 ein Entwicklerpanel für Gun Media und IllFonic mit Alpha-Filmmaterial und einer Liste von Kill-Animationen eröffnet. Am 26. Mai 2017 erschien Friday the 13th: The Game für die PlayStation 4, Xbox One und für den PC.
Aufgrund von Lizenzproblemen mit dem Franchise-Erfinder Victor Miller und eines Lizenzablaufs wurde das Spiel Ende 2023 aus dem Verkauf genommen. Für diejenigen, die es bereits besitzen, wird das Spiel jedoch bis mindestens zum 31. Dezember 2024 weiterhin normal funktionieren.

### Weitere Videospiele
Ein für iOS, Android und Steam verfügbares Handyspiel, Friday the 13th: Killer Puzzle, wurde am 20. Januar 2018 veröffentlicht. Es wurde auch auf Xbox One und PlayStation 4 veröffentlicht.
Im Spiel Splatterhouse steuert man einen Jason-ähnlichen Charakter. Das Spiel erhielt drei Fortsetzungen und erschien für das Sega Mega Drive und diverse Spielautomaten.
Im Spiel Mortal Kombat X, das im April 2015 erschienen ist, hat Jason einen Gastauftritt als DLC-Kämpfer.

### Romane
Sechs der zwölf Filme wurden als Romane adaptiert. Die erste Roman, der veröffentlicht wurde, war Friday the 13th Part 3 von Michael Avallone, der zuvor bereits die Romanadaptionen von Rückkehr zum Planet der Affen und Schock-Korridor schrieb. Avallone entschied, für die Romanadaption das alternative Ende zu nutzen, das für Teil 3 gedreht, aber nie verwendet wurde. In dem alternativen Ende hört Chris, die sich in einem Kanu befindet, die Stimme ihres Freundes Rick und rennt sofort zum Haus zurück. Als sie die Tür öffnet, steht Jason mit einer Machete vor ihr und tötet sie.
Der nächste Roman folgte erst 1986, als Simon Hawke Freitag der 13. Teil VI – Jason lebt adaptierte. Hawke adaptierte anschließend auch die ersten zwei Filme und den dritten Film neu. Hawke führte in seiner Adaption von Jason lebt zum ersten Mal die Figur von Jasons Vater, Elias Voorhees, ein. Elias sollte ursprünglich im Film auftreten, doch das Studio hat sich dazu entschieden, die Rolle zu streichen. Das Buch erklärt, wie Elias die Leiche von Jason nach seinem Tod in Das letzte Kapitel begraben lässt, anstatt Jason einzuäschern.
1994 wurden weitere vier Romane für junge Erwachsene unter dem Titel Friday the 13th veröffentlicht. In diesen Geschichten ging es um verschiedene Personen, die Jasons Maske fanden und von seinem Geist besessen wurden. Jason selbst trat in diesen Romanen nie auf. Die Romane wurden von dem Autor William Pattinson unter dem Pseudonym Eric Morse geschrieben und 1994 veröffentlicht. Die Bücher tragen die Titel Mother's Day, Jason's Curse, The Carnival und Road Trip.
In den Jahren 2003 und 2005 veröffentlichte Black Flame Romanverfilmungen von Freddy vs. Jason und Jason X. Nach der Veröffentlichung des Jason X-Romans begann Black Flame mit der Veröffentlichung von zwei Romanreihen. Eine Reihe wurde unter dem Titel Jason X veröffentlicht, während die zweite Reihe den Titel Freitag der 13. trug. Die Jason X-Reihe bestand aus vier Fortsetzungen des ersten Bands von 2005. Der erste Roman, der veröffentlicht wurde, war Jason X: The Experiment, in dem die Regierung versuchte, Jasons Unzerstörbarkeit auszunutzen, um eine Armee von „Supersoldaten“ zu schaffen. Die Handlung orientiert sich somit stark an den Ereignissen des gleichnamigen Filmes von 2001. Der zweite Roman, Planet of the Beast, folgt den Bemühungen von Dr. Bardox und seiner Crew, die versuchen, einen komatösen Jason zu klonen und am Leben zu bleiben, wenn Jason erwacht. Death Moon dreht sich um Jasons Bruchlandung im Moon Camp Americana und der letzte Roman, To the Third Power, handelt von der Entdeckung Jasons unter einem Gefängnis.
Die Friday the 13th-Romane stehen in keinem Zusammenhang mit der Jason-X-Reihe und setzen keine der in den Filmen dargelegten Geschichten fort. Stattdessen entwickelt jeder Roman den Charakter von Jason auf seine eigene Weise fort. Friday the 13th: Church of the Divine Psychopath wird Jason von einer religiösen Sekte wiedererweckt. In Friday the 13th: Hell Lake überredet ein kürzlich hingerichteter Serienmörder, Wayne Sanchez, Jason, ihm bei seiner Flucht zurück in die reale Welt zu helfen. In Hate-Kill-Repeat versuchen zwei religiöse Serienmörder, Jason am Crystal Lake zu finden, da sie glauben, dass sie alle drei die gleiche Verachtung für diejenigen teilen, die den Moralkodex brechen. In The Jason Strain befindet sich Jason auf einer Insel mit einer Gruppe von zum Tode Verurteilten, die von Fernsehverantwortlichen für eine Reality-Game-Show dorthin gebracht wurden, während eine Wissenschaftlerin versucht, aus Jasons DNA eine altershemmende „Superdroge“ herzustellen. Stattdessen erschafft sie einen Virus, der die Toten in Zombies verwandelt. Die Figur der Pamela Voorhees kehrt in Carnival of Maniacs aus dem Grab zurück und sucht nach Jason, der nun Teil einer reisenden Schaustellergruppe ist und an den Höchstbietenden versteigert werden soll.
Im deutschsprachigen Raum erschien 1996 im Cora Verlag das Buch „Der Killer vom Lake Crystal“ von Eric Morse, das bereits zwei Jahre zuvor bei Berkley Books in New York erschienen war. Entgegen der Originalversion kommen in der ins deutsche übersetzten Version keine Mordszenen vor; alle Protagonisten „überleben“ die Ereignisse oder verschwinden einfach aus der Handlung.
Sparkplug Press veröffentlichte am Freitag, den 13. April 2012 das E-Book Crystal Lake Memories: The Complete History of Friday the 13th, welches die Geschichte der Filmreihe erzählt. Bereits im Oktober 2005 veröffentlichte der Autor Peter Bracke mit Crystal Lake Memories die Hardcover-Edition seines Buches.